# Negomane
Negomane (Negomano, Ngomano) ist eine mosambikanische Ortschaft an der Grenze zu Tansania.

## Geographie
Der Ort liegt am Südufer des Grenzflusses Rovuma in der Provinz Cabo Delgado. Hier mündet der Lugenda in den Rovuma.

## Bevölkerung
Negomane hat etwa 1800 Einwohner (Schätzung 2005).

## Geschichte
Bei der Schlacht von Ngomano besiegten deutsche Kolonialtruppen am 25. November 1917 portugiesische Einheiten im Ersten Weltkrieg.

## Wirtschaft und Infrastruktur
Seit der Fertigstellung der Einheitsbrücke 2010 befindet sich hier der einzige Flussübergang für Fahrzeuge und einer von zwei Übergängen überhaupt zwischen Tansania und Mosambik. Auf der Seite Tansanias liegt der Ort Mtambaswala. Die Brücke war das letzte fehlende Glied einer durchgehenden Straßenverbindung entlang der gesamten ostafrikanischen Küste des Indischen Ozeans.